# Raymond Briggs

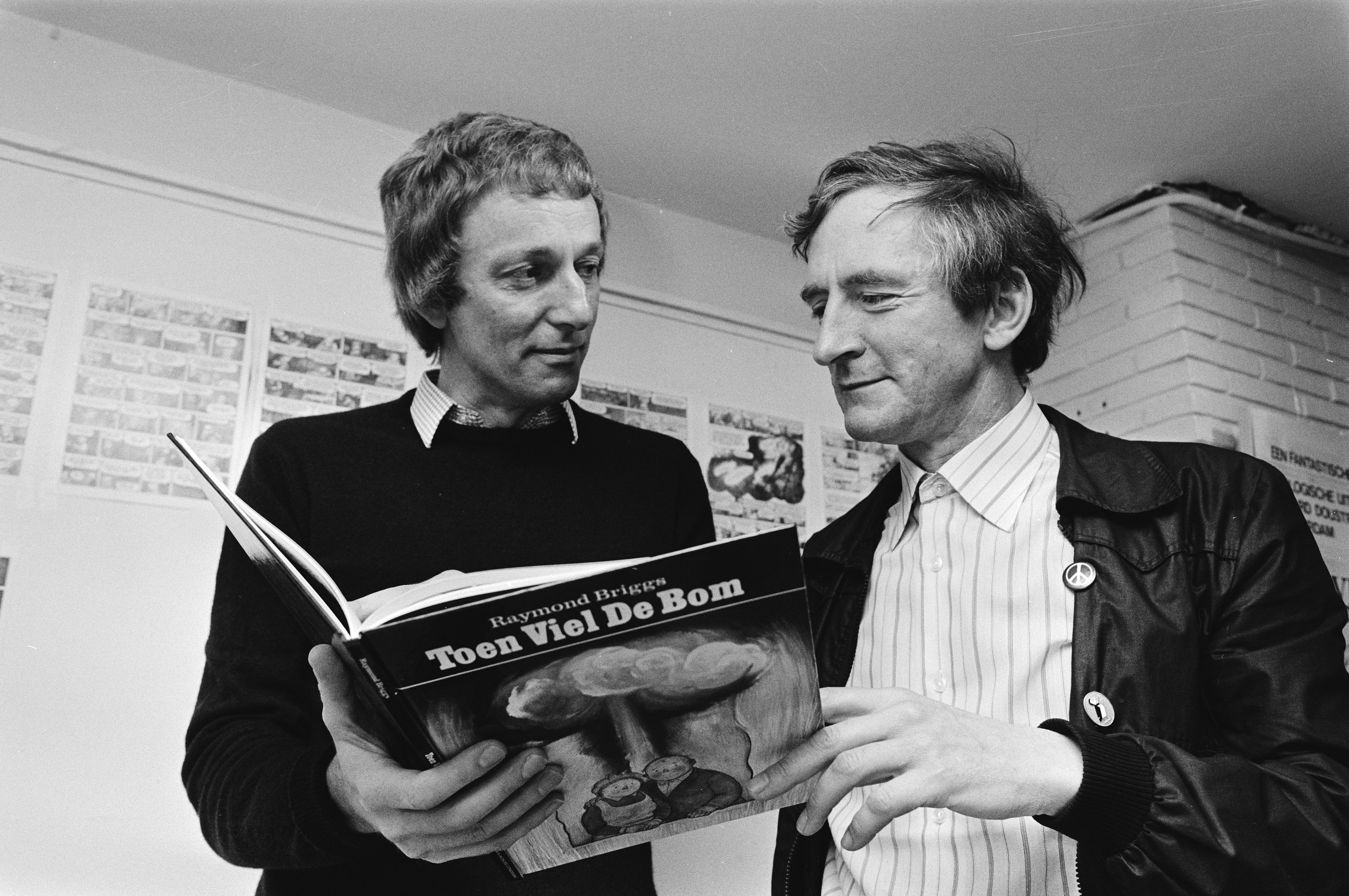
Mient Jan Faber en Raymond Briggs (1983)

Raymond Briggs (Wimbledon, 18 januari 1934 – Brighton, 9 augustus 2022) was een Britse illustrator en auteur.
Briggs is het bekendst geworden door de tekenfilm The Snowman, een verfilming van het gelijknamige boek dat hij in 1978 schreef. Zowel de film als het boek typeren zich door de afwezigheid van het gebruik van taal.
Hij overleed in een ziekenhuis in Brighton op 88-jarige leeftijd.

## Verfilmingen
- The Snowman (1982)
- When the Wind Blows (1986)
- Father Christmas (1991)
- The Bear (1999)
- Ivor the Invisible (2001)
- Fungus the Bogeyman (2004)